# Ronald D. Moore
Ronald Dowl Moore (n. 5 iulie 1964, Chowchilla⁠(d), California, SUA) este un scenarist american și producător de televiziune. Este cel mai cunoscut pentru munca sa la franciza Star Trek sau la seria re-imaginată Battlestar Galactica, pentru fiecare dintre acestea a primit Premiul Peabody și Premiul Emmy. Este notabil și pentru colaborarea sa la seria Străina  (Outlander), bazat pe seria omonimă de romane a lui Diana Gabaldon. În 2019, a creat și a scris serialul For All Mankind produs pentru platforma Apple TV+.

## Legături externe
- Ronald D. Moore la Internet Movie Database
- Ronald D. Moore la TV.com
- Ronald D. Moore Arhivat în 30 septembrie 2007, la Wayback Machine. la www.startrek.com